# Acrodontis kotshubeji
Acrodontis kotshubeji là một loài bướm đêm trong họ Geometridae.